# Acrapex cramboides
Acrapex cramboides är en fjärilsart som beskrevs av Moore 1884. Acrapex cramboides ingår i släktet Acrapex och familjen nattflyn. Inga underarter finns listade i Catalogue of Life.